# 新井正明 (トップシーン)
新井 正明（あらい まさあき、1953年4月16日 - ）は、制作会社株式会社トップシーンの代表取締役、テレビ番組のプロデューサー。

## 経歴
1953年（昭和28年）、埼玉県生まれ。日本大学芸術学部放送学科卒業。
卒業後、制作会社で番組制作に携わり、ディレクターやプロデューサーを経て、1988年に株式会社トップシーンを設立。それ以降は代表取締役兼番組プロデューサーを務める。
その他に、株式会社トップシーン札幌の代表取締役会長、株式会社コラボレーションの取締役会長、株式会社フリーピットの監査役も務める。

## 主なプロデュース・演出番組
日本テレビ系
- 巨泉のこんなものいらない!?
- 鈴木健二の人間テレビ
- 徳光和夫のTVフォーラム

TBS系
- そこが知りたい
- 新世界紀行

フジテレビ系
- トリビアの泉

テレビ朝日系
- 勉強してきましたクイズ ガリベン

テレビ東京系
- ガイアの夜明け
- カンブリア宮殿

## 関連会社
- 株式会社トップシーン
- 株式会社トップシーン札幌
- 株式会社コラボレーション
- 有限会社さくら組
- 株式会社フリーピット